# Tour d'Espagne 1947
La septième édition du Tour d'Espagne s'est déroulée entre le 12 mai et le 5 juin 1947 et était composée de 24 étapes pour un total de 3 893 kilomètres. Le départ et l'arrivée étaient fixés à Madrid.
L'ancien vainqueur de la Vuelta Delio Rodríguez garda la tête du classement général durant les onze premiers jours de course après sa victoire dans l'étape d'ouverture. Manuel Costa le détrôna à Santander avec huit minutes d'avance. Cependant, comme en 1946, il ne parvint pas à conserver la tunique jaune de leader jusqu'à Madrid. Le Belge Édouard Van Dyck, vainqueur des deux étapes chronométrées, s'en empara à l'issue du deuxième contre-la-montre, à trois jours de l'arrivée. Les frères Delio et Emilio Rodríguez, 3e et 4e du classement général, dominèrent les classements par points et de la montagne. Delio, à nouveau vainqueur de huit étapes, porta son total à 39 succès en 5 Tours d'Espagne. 

## Classement général
|     | Cycliste          | Pays     | Équipe        |    | Temps             |
| --- | ----------------- | -------- | ------------- | -- | ----------------- |
| 1.  | Édouard Van Dyck  | Belgique | Alcyon-Dunlop | en | 132 h 27 min 00 s |
| 2.  | Manuel Costa      | Espagne  |               | +  | 2 min 14 s        |
| 3.  | Delio Rodríguez   | Espagne  |               |    | 11 min 04 s       |
| 4.  | Emilio Rodríguez  | Espagne  |               |    | 25 min 55 s       |
| 5.  | Joaquín Olmos     | Espagne  |               |    | 39 min 55 s       |
| 6.  | Julián Berrendero | Espagne  |               |    | 40 min 30 s       |
| 7.  | Domenico Pedrali  | Italie   |               |    | 52 min 58 s       |
| 8.  | Félix Adriano     | Italie   |               |    | 1 h 00 min 09 s   |
| 9.  | Rik Renders       | Belgique |               |    | 1 h 04 min 30 s   |
| 10. | José Pérez Llacer | Espagne  |               |    | 1 h 18 min 55 s   |

## Étapes
| N°   | Date     | Villes étapes               | km       | Vainqueur d'étape     | Leader du général |
| 1re  | 12 mai   | Madrid - Albacete           | 243      | Delio Rodríguez       | Delio Rodríguez   |
| 2e   | 13 mai   | Albacete - Murcie           | 146      | Emilio Rodríguez      | Delio Rodríguez   |
| 3e   | 14 mai   | Murcie - Alcoy              | 135      | Julián Berrendero     | Delio Rodríguez   |
| 4e   | 15 mai   | Alcoy - Castellón           | 175      | Adolfo Deledda        | Delio Rodríguez   |
| 5e   | 16 mai   | Castellón - Tarragone       | 222      | Delio Rodríguez       | Delio Rodríguez   |
| 6e   | 18 mai   | Tarragone - Barcelone       | 119      | Cipriano Aguirrezábal | Delio Rodríguez   |
| 7e   | 19 mai   | Barcelone - Lérida          | 162      | Cipriano Aguirrezábal | Delio Rodríguez   |
| 8e   | 20 mai   | Lérida - Saragosse          | 144      | Delio Rodríguez       | Delio Rodríguez   |
| 9e   | 21 mai   | Saragosse - Pampelune       | 176      | Félix Adriano         | Delio Rodríguez   |
| 10e  | 22 mai   | Pampelune - Saint-Sébastien | 107      | Delio Rodríguez       | Delio Rodríguez   |
| 11e  | 23 mai   | Saint-Sébastien - Bilbao    | 229      | Félix Adriano         | Delio Rodríguez   |
| 12e  | 24 mai   | Bilbao - Santander          | 212      | Félix Adriano         | Manuel Costa      |
| 13e  | 25 mai   | Santander - Reinosa         | 201      | Joaquín Jiménez Mata  | Manuel Costa      |
| 14e  | 26 mai   | Reinosa - Gijón             | 204      | Delio Rodríguez       | Manuel Costa      |
| 15e  | 27 mai   | Gijón - Oviedo              | 105      | Delio Rodríguez       | Manuel Costa      |
| 16ea | 28 mai   | Oviedo - Luarca             | 101      | Bruno Bertolucci      | Manuel Costa      |
| 16eb | 28 mai   | Luarca - Ribadeo            | 70 (CLM) | Édouard Van Dyck      | Manuel Costa      |
| 17e  | 29 mai   | Ribadeo - Ferrol            | 159      | Senén Mesa            | Manuel Costa      |
| 18e  | 30 mai   | Ferrol - La Corogne         | 70       | Delio Rodríguez       | Manuel Costa      |
| 19e  | 31 mai   | La Corogne - Vigo           | 180      | Alejandro Fombellida  | Manuel Costa      |
| 20e  | 1er juin | Vigo - Orense               | 105      | Félix Adriano         | Manuel Costa      |
| 21e  | 2 juin   | Orense - Astorga            | 228      | Alejandro Fombellida  | Manuel Costa      |
| 22e  | 3 juin   | Astorga - León              | 47 (CLM) | Édouard Van Dyck      | Édouard Van Dyck  |
| 23e  | 4 juin   | León - Valladolid           | 133      | Delio Rodríguez       | Édouard Van Dyck  |
| 24e  | 5 juin   | Valladolid - Madrid         | 220      | Joaquín Olmos         | Édouard Van Dyck  |

## Classement annexe
| \| 1. \| Emilio Rodríguez \| Espagne \| 28 points \| \| 2. \| Martín Mancisidor \| Espagne \| 26 points \| \| 3. \| Manuel Costa \| Espagne \| 24 points \| |                   |         |           |
| 1. | Emilio Rodríguez  | Espagne | 28 points |
| 2. | Martín Mancisidor | Espagne | 26 points |
| 3. | Manuel Costa      | Espagne | 24 points |

## Liste des coureurs
| Belgique | Hollande | Italie |
| - 1 Jean Engels (Bel) - 2 René Beyens (Bel) - 3 Julien Haemelynck (Bel) - 4 Edward Van Dyck (Bel) - 5 Rik Renders (Bel) | - 7 Frans Pauwels (nl) (Hol) - 8 Arie Vooren (nl) (Hol) - 9 Charles van de Voorde (Hol) | - 11 Domenico Pedrali (Ita) - 12 Félix Adriano (Ita) - 13 Bruno Bertolucci (Ita) - 14 Adolphe Deledda (Ita) |
| 20-29 | 30-40 | 41-50 |
| - 20 Cipriano Aguirrezábal (Esp) - 21 Julián Berrendero (Esp) - 22 Joaquín Olmos (Esp) - 23 Antonio Andrés Sancho (Esp) - 24 Manuel Costa (Esp) - 25 Juan Gimeno (Esp) - 26 Vicente Carretero (Esp) - 27 Martín Mancisidor (Esp) - 28 José Lahoz (es) (Esp) - 29 José Escolano (Esp) | - 30 José Casorrán (es) (Esp) - 31 José Gutiérrez Mora (Esp) - 32 José López Gandara (Esp) - 33 José Gándara (es) (Esp) - 34 Andrés Morán (Esp) - 36 Artur Dorsé (es) (Esp) - 37 Joaquim Filba (Esp) - 38 Pedro Font (es) (Esp) - 39 José Pérez Llácer (Esp) - 40 Pascual Laza (Esp) | - 41 Félix Alonso (Esp) - 42 Ángel Alonso (Esp) - 43 Senén Blanco (Esp) - 44 Joaquín Jiménez Mata (Esp) - 45 Severino Pérez (Esp) - 46 Alejandro Fombellida (Esp) - 48 José Antonio Landa (Esp) - 50 Emilio Rodriguez (Esp) |
| 54-60 | | |
| - 54 Delio Rodríguez (Esp) - 55 Arturo Ponte (Esp) - 56 Ricardo Ferrándiz (Esp) - 57 Senén Mesa (Esp) - 58 Bernardo Tomás (Esp) - 59 Mateu Alemany (es) (Esp) - 60 José Marco (Esp)                                                                                                  | | |